# Forrest Hill (Nouvelle-Zélande)

Forrest Hill est une banlieue de la cité d’Auckland, située dans l’île du Nord de la Nouvelle-Zélande.

## Gouvernance
Forrest Hill est sous la gouvernance locale du Conseil d'Auckland.
Elle était auparavant gouvernée par le conseil de North Shore City, qui fut fusionné dans le Conseil d’Auckland le 1er novembre 2010.

## Population
La population était de 5 283 habitants lors du recensement de 2006 en Nouvelle-Zélande, en augmentation de 372 résidents par rapport à 2001.

## Toponymie
Forrest Hill Road et toute la banlieue de  Forrest Hill est dénommée ainsi d’après le Lt. Hugh Alexander Forrest, né à Wellington le 30 mai 1893, qui fut tué en action le 12 octobre 1917, au cours de la Première Bataille de Passchendaele durant la Première Guerre Mondiale. 
Le Conseil du Borough de Takapuna renomma Whites Hill Road en son honneur lors d’une réunion du conseil du 22 octobre 1919, et l’ensemble du secteur fut nommé à partir du nom de la route environ 50 ans plus tard.

## Association football
La banlieue de Forrest Hill est le siège du Forrest Hill Milford (en), qui participe aux compétitions dans le cadre du Lotto Sport Italia NRFL Premier (en).

## Éducation
L’école de Forrest Hill School est une école mixte contribuant au primaire (allant de l’année 1 à 6), avec un taux de taux de décile de 9 et un effectif de 388 élèves.